# Moriera
Moriera es un género monotípico de plantas de la familia Brassicaceae. Su única especie, Moriera spinosa, es originaria de Irán.
Algunos autores lo consideran un sinónimo del género Aethionema W. T. Aiton

## Taxonomía
Moriera spinosa fue descrita por Pierre Edmond Boissier y publicado en Annales des Sciences Naturelles, Botanique 17: 182. 1842
Sinonimia
- Aethionema cabulicum Bornm.
- Aethionema micropterum Bornm.
- Aethionema spinosum Bornm.
- Lepidium intricatum Boiss. & Buhse
- Moriera cabulica Boiss.
- Moriera gracilis Czerniak.
- Moriera stenoptera Bornm.[4]